# 麦花草
麦花草（学名：Bacopa floribunda）为玄参科假马齿苋属下的一个种。

## 扩展阅读
- 維基物種上的相關：麦花草